# Microniscus fuscus
Microniscus fuscus là một loài chân đều trong họ Microniscidae. Loài này được Müller miêu tả khoa học năm 1871.